# Zatrephes amoena
Zatrephes amoena là một loài bướm đêm thuộc phân họ Arctiinae, họ Erebidae.